# Tetraphosphortrisulfid
Tetraphosphortrisulfid ist eine anorganische chemische Verbindung des Phosphors aus der Gruppe der Sulfide.

## Gewinnung und Darstellung
Tetraphosphortrisulfid kann durch Reaktion von Phosphor mit Schwefel gewonnen werden. Bei überschüssigem Schwefel entstehen zudem Tetraphosphordecasulfid und andere Phosphorsulfide.
{\displaystyle \mathrm {4\ P+3\ S\longrightarrow P_{4}S_{3}} }

## Eigenschaften
Tetraphosphortrisulfid ist ein gelblichgrüner geruchloser Feststoff, der in Form von langen, luftbeständigen, rhombischen Nadeln vorliegt. Er zersetzt sich bei Erhitzung, wobei Phosphoroxide und  Schwefeloxide entstehen. In Anwesenheit von Sauerstoff ist eine Selbstentzündung möglich. Bei Abwesenheit von Sauerstoff und Feuchtigkeit ist er noch über 700 °C beständig. Durch Wasser bei höherer Temperatur unter Entwicklung von Schwefelwasserstoff zersetzlich. Löslich in Kohlenstoffdisulfid und in Benzol. Diese Lösungen trüben sich an der Luft fast augenblicklich und lassen allmählich einen gelblich-weißen, voluminösen Niederschlag ausfallen. Tetraphosphortrisulfid besitzt eine orthorhombische Kristallstruktur mit der Raumgruppe Pnmb (Raumgruppen-Nr. 53, Stellung 2). Bei 39 °C findet eine Umwandlung in eine rhombische Kristallstruktur mit der Raumgruppe R3 (Nr. 146) statt.

## Verwendung
Tetraphosphortrisulfid wird in Streichhölzern verwendet, die an jeder rauen Oberfläche zünden. Der Zündkopf enthält Tetraphosphortrisulfid und Kaliumchlorat, die durch Reibung miteinander reagieren und den Kopf entzünden. Die Mischung wurde von den französischen Chemikern Henri Sévène und Emile David Cahen erfunden. Das US-Patent wurde im Jahr 1900 von der Diamond Match Company erworben und anderen Firmen zur Produktion von sicheren, ungiftigen Überallzündern, auf Englisch Strike anywhere – oder kurz SAW Matches, angeboten. Diese Streichhölzer verdrängten die sehr giftigen Phosphorstreichhölzer auch in den USA, wo das Sicherheitsstreichholz lange keine Akzeptanz fand. Die Verbraucher bevorzugten überlange Küchenstreichhölzer, die sich einhändig z. B. an der Schuhsohle anreißen ließen.
Tetraphosphortrisulfid wird als Zusatz in Sturmstreichhölzern verwendet. Dadurch kann das Streichholz, sollte die Flamme durch zu starken Wind verlöschen, erneut aufflammen, nachdem die Bö abflaut.
Tetraphosphortrisulfid wird im Jargon der Branche auch Sesquisulfid genannt.